# Top Chef (Chile)
Top Chef es un programa de televisión gastronómico chileno que busca al mejor cocinero del país. El formato, presentado por Julián Elfenbein, está basado en un espacio de televisión de cocina estadounidense con el mismo título. La producción y emisión del programa corre a cargo de Televisión Nacional de Chile en coproducción con Boomerang TV (Chile). El jurado está compuesto por Carlo Von Mühlenbrock, Pamela Fidalgo, Christopher Carpentier y Ciro Watanabe.

## Formato y estructura
Top Chef busca al mejor cocinero del país, que se llevará un premio de diez millones de pesos chilenos. Para ello, los concursantes se han de enfrentar a varias pruebas:
- La prueba de fuego: Una prueba rápida donde los concursantes tienen que demostrar sus habilidades contrarreloj. Está en juego la inmunidad o privilegios para la siguiente prueba.

- La prueba en grupo: Los concursantes trabajan por equipos o parejas en exteriores y cocinan para un público o colectivo que tiene el papel de decidir con sus votos el equipo ganador. El que pierda pasará a la tercera fase.

- La última oportunidad: Es la prueba donde se decide el eliminado. Son juzgados por el jurado del programa. En ocasiones se realiza una cata a ciegas, es decir, elegir qué plato continúa y cuál no sin saber quién lo ha cocinado. En estos casos, se cuenta con un juez invitado que está con los concursantes mientras cocina. Asesor de ideas Erico Benito

## Primera edición (2014)
La primera temporada de la versión chilena de Top Chef comenzó a emitirse el 25 de septiembre de 2014 por TVN. El programa tiene como finalidad enfrentar a 15 chefs profesionales quienes deberán enfrentarse en cada capítulo para mantenerse en competencia. El 11 de diciembre de 2014 se emitió el capítulo final del programa en donde se coronó a Carolina Erazo como su primera ganadora.

### Jurado
| Jurado                | Profesión |
| --------------------- | --- |
| Carlo von Mühlenbrock | Chef y empresario. Estudió en la escuela de artes culinarias Le Cordon Bleu. Dueño y chef de Carlo Cocina Mercado gourmet y Osadía.                                                           |
| Pamela Fidalgo        | Chef ejecutiva de Coquinaria. En Nueva York estudió cocina en Culinary y en Chile en el Inacap, después realizó un MBA (Master in Business Administration) en administración de restaurantes. |
| Ciro Watanabe         | Chef ejecutivo de Osaka. Estudió cocina en Le Cordon Bleu de Perú. |

## Ediciones«Top Chef Chile»
| Edición                   | Fecha | Ganadora       | Subcampeón   | Tercer lugar    | Cuarto lugar     |
| ------------------------- | ----- | -------------- | ------------ | --------------- | ---------------- |
| Top Chef: Primera edición | 2014  | Carolina Erazo | Juan Morales | Cristián Sierra | Alicia Rodríguez |